# Shift K3Y
Shift K3Y（シフトキー）こと本名ルイス・シェイ・ジャンケル（Lewis Shay Jankel、1993年5月27日 - ）は、イギリス・ロンドン出身のDJ、ミュージシャン。

## 概要
2011年の12月12日にEP『Step in the City』をリリースし、ミュージシャンとしてデビュー。
翌年の2012年にEP『Left and Right』、『Let You Down』の二枚をリリース。また、多くのリミックスやブートレグを発表。
2013年にはアーティスト名を従来のShift KeyからShift K3Yへ改名。四枚目となるEP『Frozen』をリリース。さらにタイニー・テンパーやアルーナジョージらの楽曲のリミックスを手掛ける。
2014年にリリースしたシングル『Touch』が全英シングルチャートで最高3位を記録するスマッシュヒットとなる。続く2枚目のシングル『I Know』は最高25位を記録した。2017年にはアルバム『NIT3 TALES』をリリース。

## プライベート
父であるチャズ・ジャンケルもミュージシャンである。楽曲『愛のコリーダ』はクインシー・ジョーンズによってディスコ調にカバーされ、日本で大ヒット。1981年のオリコン年間洋楽シングルチャート1位を記録している。

## ディスコグラフィ

### アルバム
- 『NIT3 TALES』 （2017年）

### シングル
- 『Touch』 （2014年）
- 『I Know』 （2014年）
- 『Name & Number』 （2015年）
- 『Gone Missing (featuring BB Diamond)』 （2015年）

### リミックス
- MNEK（『Wrote a Song About You』）（2014年）
- TLC（『No Scrubs』）（2015年）